# Vlag van Graft

Vlag van Graft

De vlag van Graft is op onbekende datum vastgesteld als de dorpsvlag van de Noord-Hollandse dorp Graft. De vlag kan als volgt worden beschreven:
Blauw veld beladen met een gele boom waartegen is staande een gele koe, met kop richting mastzijde, alles op een geel terras.
De vlag toont hetzelfde beeld als het gemeentewapen.

## Verwante afbeelding

Wapen van Graft

Abbekerk
· Assendelft
· Bergen
· Bovenkarspel
· Buitenveldert
· Bussum
· De Rijp
· Driemond
· Groet
· Grootschermer
· Graft
· Hauwert
· Huisduinen
· Julianadorp
· Koog aan de Zaan
· Krommenie
· Krommeniedijk
· Lambertschaag
· Marken
· Middelie
· Muiden
· Muiderberg
· Naarden
· Nauerna
· Nibbixwoud
· Nieuw-Vennep
· Omval
· Opperdoes
· Rijsenhout
· Sijbekarspel
· Sint Pancras
· Sloten
· Spaarndam
· Vogelenzang
· Weesp
· Wijk aan Zee
· Wormerveer
· Zaandijk
· Zwaagdijk-West